# 河本昇悟
河本昇悟（日语：／ Kōmoto Shōgo），日本男性動畫演出家、動畫導演。出身於岡山縣。

## 參加作品

### 電視動畫
1987年
- 機甲戰記威龍（－1988年，製作進行）

1988年
- 魔神英雄傳（－1989年，製作進行、分鏡、演出）

1989年
- 魔動王（－1990年，分鏡、演出）

1990年
- 魔神英雄傳2（－1991年，分鏡、演出）

1991年
- 絕對無敵雷神王（－1992年，分鏡、演出）

1992年
- 元氣爆發伏魔金剛（－1993年，分鏡、演出）

1993年
- 熱血最強哥修羅（－1994年，分鏡、演出）

1994年
- 機動武鬥傳G鋼彈（－1995年，分鏡、演出）

1996年
- YAT安心！宇宙旅行（日语：YAT安心!宇宙旅行）（－1998年，分鏡、演出）
- 聖天空戰記（分鏡、演出）

1997年
- 深海人魚傳說（日语：深海伝説MEREMANOID）（－1998年，分鏡、演出）

1998年
- Night Walker -深夜徘徊者-（日语：Night Walker -真夜中の探偵-）（分鏡）

1999年
- 火魅子傳（日语：火魅子伝）（分鏡）
- 布布恰恰（分鏡）
- 魔法使俱樂部（分鏡、演出）

2000年
- 奇異的破曉（日语：ストレンジドーン）（導演）
- 風雲爆彈娘（分鏡）
- NieA_7（日语：NieA_7）（分鏡）

2001年
- 逮捕令 SECOND SEASON（導演[1]）

2002年
- YOU'RE UNDER ARREST ～逮捕令～（導演）
- 彩夢芭蕾（－2003年，導演）

2003年
- 萬花筒之星 嶄新之翼（－2004年，分鏡）
- 銀河鐵道物語（－2004年，分鏡）

2004年
- Keroro軍曹（－2011年，分鏡、演出）

2005年
- 不可思議星球的☆雙胞胎公主（－2006年，導演）

2006年
- 不可思議星球的☆雙胞胎公主Gyu！（－2007年，導演）
- Oban Star-Racers（日语：オーバン・スターレーサーズ）（分鏡）

2007年
- 羅密歐×茱麗葉 （分鏡）
- 暗夜魔法使 The ANIMATION（分鏡、OP分鏡）

2008年
- S·A特優生 ～Special A～（分鏡）
- 遊☆戲☆王5D's（－2011年，分鏡）

2009年
- 守護甜心!! 心跳（分鏡）
- 迷宮塔 ～the Aegis of URUK～（分鏡）

2011年
- 遊☆戲☆王ZEXAL（分鏡）

2014年
- 劍靈 Blade & Soul（分鏡）
- Persona4 the Golden ANIMATION（分鏡）

2016年
- 聖戰刻耳柏洛斯 龍刻的災禍（分鏡）

2017年
- 騎士&魔法（分鏡）
- 卡片鬥爭!! 先導者GZ（分鏡）

2018年
- 魔法律事務所（分鏡）

2020年
- 遊☆戲☆王SEVENS（－2022年，分鏡）

2022年
- 遊☆戲☆王GO RUSH（分鏡）

### OVA
1994年
- Wild 7（日语：ワイルド7）（分鏡、演出）

1995年
- 卒業之聖羅（分鏡）

## 相關項目
- HAL FILM MAKER
- 日本動畫師列表（日语：アニメ関係者一覧）